# Notochlamys hexactes
Notochlamys hexactes is een tweekleppigensoort uit de familie van de Pectinidae. De wetenschappelijke naam van de soort is voor het eerst geldig gepubliceerd in 1819 door [Péron in] Lamarck.